# Bettinus (cráter)
Bettinus es un cráter de impacto lunar situado cerca de la extremidad suroeste. Debido a su ubicación, cuando se observa desde la Tierra tiene una forma claramente ovalada debido al escorzo. Al sur del borde se halla el cráter Kircher de tamaño similar, y al noroeste aparece Zucchius, un poco más pequeño. Desde el oeste hacia el suroeste, está situada la gigantesca formación del cráter Bailly.

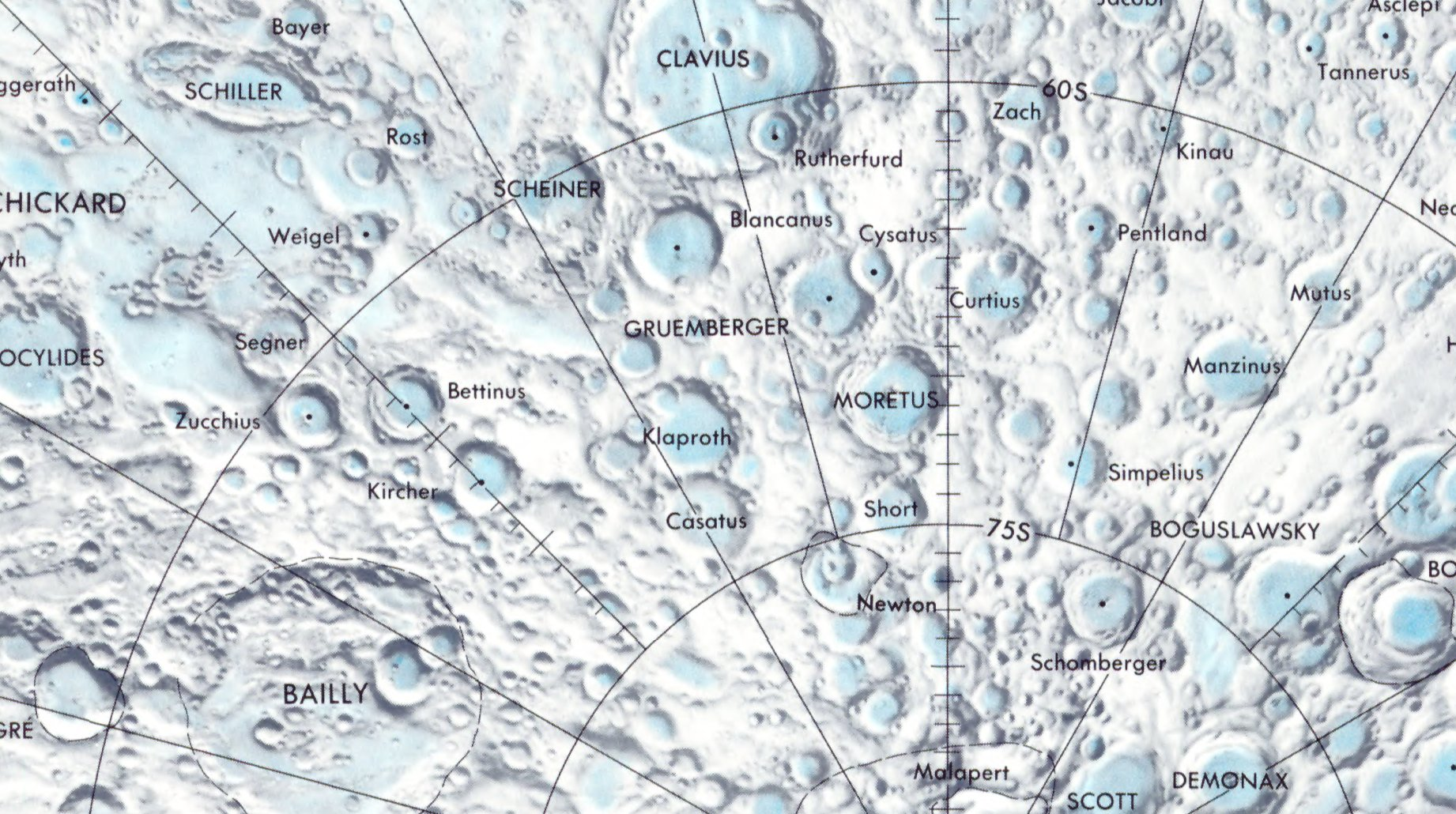
Localización de Bettinus (centro de la mitad izquierda de la imagen)

El borde de Bettinus está solo ligeramente desgastado, con una pared interior que es más ancha hacia el noroeste. El piso interior es relativamente plano, con una elevación central que está desplazada hacia el oeste del punto medio. Hay un pequeño cráter a lo largo del borde oriental.
Bettinus se encuentra al sur de la Cuenca Schiller-Zucchius.

## Cráteres satélite
Por convención estos elementos son identificados en los mapas lunares poniendo la letra en el lado del punto medio del cráter que está más cerca de Bettinus.
|          | \| Bettinus \| Coordenadas \| Diámetro \| \| -------- \| -------------------------------- \| -------- \| \| A \| 64°53′S 49°02′O / -64.88, -49.03 \| 26 km \| \| B \| 63°32′S 51°19′O / -63.54, -51.31 \| 25 km \| \| C \| 63°20′S 38°05′O / -63.33, -38.09 \| 23 km \| \| D \| 65°00′S 46°37′O / -65.00, -46.61 \| 10 km \| \| E \| 63°13′S 42°23′O / -63.21, -42.38 \| 8 km \| \| F \| 62°58′S 44°01′O / -62.97, -44.02 \| 7 km \| \| G \| 61°36′S 44°44′O / -61.60, -44.74 \| 6 km \| \| H \| 64°37′S 43°49′O / -64.62, -43.82 \| 8 km \| |          |
| Bettinus | Coordenadas | Diámetro |
| A        | 64°53′S 49°02′O / -64.88, -49.03 | 26 km    |
| B        | 63°32′S 51°19′O / -63.54, -51.31 | 25 km    |
| C        | 63°20′S 38°05′O / -63.33, -38.09 | 23 km    |
| D        | 65°00′S 46°37′O / -65.00, -46.61 | 10 km    |
| E        | 63°13′S 42°23′O / -63.21, -42.38 | 8 km     |
| F        | 62°58′S 44°01′O / -62.97, -44.02 | 7 km     |
| G        | 61°36′S 44°44′O / -61.60, -44.74 | 6 km     |
| H        | 64°37′S 43°49′O / -64.62, -43.82 | 8 km     |